# Cheryl Cain
Cheryl Cain est une scénariste de télévision.
Son travail inclut l'épisode Histoires anciennes de la série télévisée culte Firefly, et des épisodes de Roswell et Agence Matrix. Elle avait écrit le script pour un autre épisode de Firefly intitulé Dead or Alive, qui n'a pas été tourné, mais dont certains éléments ont été réutilisés dans d'autres épisodes, en particulier Le Message.